# بوب كاربنتر (كرة سلة)
بوب كاربنتر (بالإنجليزية: Bob Carpenter)‏ مواليد 6 نوفمبر 1917 - الوفاة 18 أبريل 1997، كان لاعب كرة سلة أمريكي. بلغ طوله 6 قدم 5 بوصة (2.0 م). لعب مع ديترويت بيستونز وأتلانتا هوكس في الدوري الأمريكي لكرة السلة للمحترفين.

## روابط خارجية
- بوب كاربنتر على موقع إن بي أي (الإنجليزية)
- بوب كاربنتر على موقع سبورتس رفرنس (الإنجليزية)
- بوب كاربنتر على موقع ريلجم (الإنجليزية)
- بوب كاربنتر على موقع بروبوليرز (الإنجليزية)
- بوب كاربنتر على موقع سبورتس رفرنس (الإنجليزية)